# 会下山
座標: 北緯34度40分41.2秒 東経135度9分26.9秒 / 北緯34.678111度 東経135.157472度
会下山（えげやま）は、兵庫県神戸市兵庫区会下山町にあり、長田区との区境に隣接する標高80～85mの山。
広さ12,000坪の会下山公園となっており、桜の名所、神戸の夜景スポットとしても知られている。芦屋市にも弥生時代の高地性集落の遺跡で有名な同漢字の地名（えげのやま）がある。会下とは、仏教用語で会堂や師匠の常在する集団修行場を意味し、地名としても全国に多く見られる。
西北に近接する離れ小島のような形で、頓田山（とんでんやま）があり、現在は配水場となっている。宝塚伝説で有名な二本松古墳という竪穴式古墳が存在した。また、会下山の西の谷を鬼谷（兎谷とする説もあり）と呼んだという。湊川改修により新しく新湊川トンネルを掘削した時（2000年竣工）、大きな建物の礎石、古墳等が見つかっている。古くから人が生活していた跡があり、現在の神戸の発祥地と表現されることもある。眺めが良く、軍事上の要衝でもある。

## 伝説と歴史
会下山の西南に雄伴郡（おともぐん）の郡衙（郡家）があり、北風家の先祖が郡司をしていたという。また、北風家の先祖がかつて仕えていた神功皇后の手形を祀る比売神（敏馬神社より勧請？）の社と内実は北風家祖を祀った社であったが、公的には北風家の女系の祖先神である天児屋根命を祭神とした春日社の二社を祀っていたとされる。しかし、この春日社は、福原京造営の折、北風家が平氏の用命で浜方に出張して春日社も一緒に移転した。
その直後、平清盛による経が島築造のため、崩された塩槌山に大己貴命を祀っていた神社とも纏められて現在の生田裔神八社の一社である七宮神社になったとのことである。
古くは、法隆寺の寺領としても知られ、天平19年（747年）の『法隆寺伽藍縁起并流記資財帖』には、「雄伴郡宇治郷宇奈互丘」あるいは、「宇奈五丘」（うなごおか）の名で記載されている。「宇奈互」は、長田神社の祭神事代主命の別名「雲梯（うなて）の神」が、かつて祀られており、これが訛ったとされている。北風家の祖先が務めていた役職名の「稲置」が訛ったという説もある。北風氏の出自は膳氏に非常に近いので、膳氏の関りが深い法隆寺との関係も興味深い。沢山の神社や寺に囲まれていた様でもある。また、同文書には会下山の位置を表す文章で「東限は弥奈刀川、南限は加須加多池、西限は凡河内寺山、北限は伊米野」と書かれている。
なお、雄伴郡は、淳和天皇の時代、天皇の諱である「大伴」（おおとも）に発音が近いことから、八部郡（やたべぐん）と改名された。仁徳天皇の妃八田皇女の名代が付近にあったためとも言われている。改名当初は八田部郡と書いた。
会下山南方にある、上沢遺跡からは、奈良時代～平安時代の掘立柱建築物址、井戸址、軒瓦、硯、役人用の帯金具、彩釉陶器、全国でも珍しい完品出土物となった佐波理（さはり）鋺が出土している。
須磨寺は、淳和天皇の時代に大輪田泊の海中から漁師によって引き上げられ、一時、会下山にあった恵偈山北峯寺（えげさんほくほうじ）の本尊とされていた聖観音菩薩を光孝天皇の勅願で現在地に移して創建されたという。
建武3年（1336年）、湊川の戦いでは、楠木正成が会下山に本陣を置いてわずか数百名の手勢で数万の足利尊氏の軍を迎え撃った。
明治34年（1901年）の湊川の改修で、苅藻川と合流させるために、会下山の下に湊川隧道を掘り、新湊川が開削された。湊川隧道の呑み口側の橋には「湊川」、吐き口側には「天長地久」の小松宮彰仁親王揮毫の扁額がある。

## 碑
- 東郷平八郎揮毫「大楠公湊川陣之遺跡」碑
- 船員萬霊塔
- 池長植物研究所跡「牧野富太郎植物研究所跡」碑

## 所在地と周辺
- 神戸市兵庫区会下山町3丁目（神戸市立神港橘高等学校の北側）

神戸市営地下鉄 西神・山手線 上沢駅東1出口 北約400メートル。